# ボーデン湖フィルハーモニー
ボーデン湖フィルハーモニー（独: Bodensee Philharmonie）は、ドイツ・コンスタンツに本拠を置くオーケストラである。

## 概要
1932年に 劇場・コンサート管弦楽団（独: Theater und Konzertorchester）として設立、戦後の1945年に コンスタンツ市立管弦楽団（独: Städtisches Orchester Konstanz）として再設立され、コンスタンツ市によって運営される。

1962年に ボーデン湖交響楽団 （独: Bodensee-Symphonie-Orchester）と改称、1988年には 南西ドイツ・フィルハーモニー交響楽団（独: Südwestdeutsche Philharmonie Konstanz）へ改称後、2024年9月に現名称に改名された。
J.S.バッハ、ヘンデル、モーツァルト、ベートーベン、ブルックナー、リヒャルト・シュトラウスなど、ドイツ語圏の古典派・ロマン派作品を得意とし、年間100回を上回る公演を行っている有力オーケストラの一つである。

日本においては、1989年に来日し、全国で11回の公演を行った。2010年6月に再来日し、札幌・東京・京都・金沢でツアーを行った。東京ではモーツァルトの第31番以降の交響曲全曲（第37番を含む）を、ピリオド奏法により演奏した。

## 歴代首席指揮者等
- リヒャルト・トライバー (1949年-1958年)
- ハインツ・ホフマン (1959年-1965年)
- タマーシュ・シュリョク (1971年-1984年)[2]
- トーマス・コンツ (1984年-1993年)
- ペトル・アルトリフテル (1993年-2004年)
- ヴァシリス・クリストプロス (2005年-2015年)[3]
- アリ・ラシライネン  (2016年-2021年)
- ガブリエル・ヴェンツァーゴ (2023年- )[4]